# توم بورتون (متسابق يخت)
توم بورتون (بالإنجليزية: Tom Burton)‏ هو متسابق يخت أسترالي، ولد في 27 يونيو 1990 في سيدني في أستراليا.

## وصلات خارجية
- الموقع الرسمي
- توم بورتون على موقع الاتحاد الدولي للملاحة الشراعية (موقع جديد) (الإنجليزية)
- توم بورتون على موقع الاتحاد الدولي للملاحة الشراعية (موقع قديم) (الإنجليزية)
- توم بورتون على موقع اللجنة الأولمبية الدولية (الإنجليزية)
- توم بورتون على موقع أوليمبيديا (الإنجليزية)
- توم بورتون على موقع اللجنة الأولمبية الأسترالية (الإنجليزية)